# Kyle Brown
Kyle Gie Brown (6 de fevereiro de 1997) é um jogador de rugby sul-africano, que joga na posição de forward. Ele foi o capitão do time sul-africano de Sevens que ganhou a medalha de bronze nas Olimpíadas de Verão de 2016.

## Carreira
Ele jogou rúgbi juvenil pelo Boland Cavaliers, de Wellington, no nível Sub-19 em 2006 e no nível Sub-21 em 2007. Em 2008, ele retornou à Cidade do Cabo para jogar na competição inaugural da Varsity Cup, fazendo sete aparições enquanto seu time, o UCT Ikey Tigers, chegou à final da competição, onde foi derrotado por 16 a 10 pelo colega universitário do Cabo Ocidental Maties. Ele também foi incluído no time Sub-21 da Província Ocidental que jogou no Campeonato Provincial Sub-21 de 2008.
No final de 2008, Brown foi incluído no time sul-africano de Sevens para a IRB Sevens World Series de 2008–09. Ele fez sua estreia no Dubai Sevens de 2008 e jogou todas as etapas da série, já que a África do Sul venceu a série pela primeira vez em sua décima tentativa. Ele também jogou na competição de Rugby World Cup Sevens de 2009, ajudando a África do Sul a chegar às quartas de final, quando perdeu para a Argentina. Ele também ganhou uma medalha de bronze com o time nos Jogos Mundiais de 2009 em Kaohsiung, República da China (Taiwan).
Ele se tornou um membro-chave do lado sevens nos próximos anos, aparecendo na maioria dos torneios da IRB Sevens World Series, embora tenha perdido a maior parte da IRB Sevens World Series de 2012–13 devido a uma lesão. Ele retornou a tempo para a Copa do Mundo de Rugby Sevens de 2013, mas o Blitzbokke perdeu mais uma vez nas quartas de final da competição, desta vez para Fiji. No entanto, eles fizeram algumas reparações ao ganhar medalhas de ouro nos Jogos Mundiais de 2013 em Cali, Colômbia, logo depois. Ele jogou em mais sete etapas da IRB Sevens World Series de 2013–14 e então foi capitão do time que jogou nos Jogos da Commonwealth de 2014 em Glasgow, ajudando seu time até a final, onde obteve uma vitória de 17–12 sobre a Nova Zelândia que venceu os quatro torneios anteriores.
Kyle Brown foi nomeado capitão de um time de 12 homens para as Olimpíadas de Verão de 2016 no Rio de Janeiro. Ele foi nomeado na escalação inicial para a primeira partida do Grupo B da competição contra a Espanha, com a África do Sul vencendo a partida por 24-0. Ele começou a segunda partida contra a França, marcando um dos quatro tries da África do Sul em uma vitória por 26-0, e caiu para o banco para a partida final contra a Austrália. Apesar de uma derrota por 5-12 nesta partida, a África do Sul ainda terminou no topo do Grupo B para marcar uma revanche nas quartas de final contra a Austrália. Brown foi restaurado à escalação inicial para esta partida e marcou um dos tries da África do Sul em uma vitória por 22-5. Ele começou a partida semifinal da África do Sul contra a Grã-Bretanha e marcou os únicos pontos da África do Sul em uma derrota por 5–7, que viu seu time eliminado da disputa pela medalha de ouro. Ele também começou o play-off do terceiro lugar, ajudando seu time a uma vitória de 54–14 sobre o Japão para garantir uma medalha de bronze nos Jogos Olímpicos.